# Le Premier Jour (film, 1998)
Pour les articles homonymes, voir Le Premier Jour et Minuit (homonymie).
Pour plus de détails, voir Fiche technique et Distribution.
Le Premier Jour (O Primeiro Dia), également connu sous le titre Minuit (Meia notte), est un film franco-brésilien réalisé par Walter Salles et Daniela Thomas, sorti en 1998.

## Synopsis
À Rio de Janeiro, un type nommé Joao doit éliminer un homme et à la suite[pas clair] une jeune femme tombe amoureuse de Joao.

## Fiche technique
Sauf indication contraire, les informations mentionnées dans cette section peuvent être confirmées par la base de données cinématographiques IMDb,  présente dans la section « Liens externes ».
- Titre français : Le Premier Jour (titre alternatif utilisé lors de sa diffusion à la télévision : Minuit)
- Titre original : O Primeiro Dia (titre brésilien alternatif : Meia notte)
- Réalisation : Walter Salles et Daniela Thomas
- Scénario : Walter Salles, Daniela Thomas et Joao Emanuel Carneiro
- Musique : Antonio Pinto, Eduardo Bid et Nana Vasconcellos
- Montage : Felipe Lacerda
- Production : Carole Scotta, Caroline Benjo et Simon Arnal
- Sociétés de production : La Sept Arte, Haut et Court, VideoFilmes
- Pays de production :  Brésil,  France
- Genre : drame
- Durée : 1h05 minutes
- Dates de sortie :
  - Suisse : 12 août 1998 (Festival de Locarno)
  - Canada : 14 septembre 1998 (Festival de Toronto)
  - France : 11 décembre 1998 (première diffusion à la télévision sur Arte)[réf. nécessaire] ; 5 janvier 2000 (sortie en salles)
  - Brésil : 29 octobre 1999

## Distribution
- Fernanda Torres : Maria
- Luis Carlos Vasconcellos : Joao
- Matheus Nachtergaele : Francisco
- Nelson Sargento : Vovo
- Carlos Vereza : Pedro
- Tonico Pereira : Carceiro
- Aulio Ribeiro : José
- Luciana Bezerra : Rosa
- Antonio Gomes : Antonio